# Список кавалеров ордена Святой Анны эпохи Петра III

## Кавалеры эпохи Петра III
1. 1762 — Лопухин, Владимир Иванович, генерал-поручик[1].
2. 9 февраля? 1762 — Румянцев, Пётр Александрович, граф, генерал-поручик[2][3]
3. 9 февраля? 1762 — Девиер, Пётр Антонович, граф, генерал-аншеф[2][4].
4. 9 февраля 1762 — Брюс, Яков Александрович, граф, генерал-поручик[1][2].
5. 9 февраля 1762 — Мельгунов, Алексей Петрович, генерал-поручик[2][3].
6. 9 февраля 1762 — Вильбоа, Александр Никитич, генерал-фельдцейхмейстер[2][3].
7. 9 февраля 1762 — Воейков, Пётр Петрович?, генерал-майор. Умер в 1772 году.
8. 19 марта 1762 — Вильгельм Август?, принц Гольштейн-Готторпский, генерал-майор.
9. 19 марта 1762 — Пётр Фридрих Людвиг, принц Гольштейн-Готторпский.
10. 19 марта 1762 — Растрелли, Бартоломео Франческо, граф, придворный обер-архитектор.
11. 19 марта 1762 — Тизенгаузен, Фабиан Георг, генерал-майор и ревельский обер-комендант.
12. 19 марта 1762 — Эссен, Христофор Юрьевич фон, генерал-поручик.
13. 19 марта 1762 — Мордвинов, Семён Иванович, вице-адмирал[1][2].
14. 7 мая 1762 — Мещерский, Степан Михайлович, князь, вице-адмирал.
15. 7 мая 1762 — Милославский, Фёдор Сергеевич, князь, контр-адмирал.
16. 9 мая 1762 — Чарторыйский, Адам Казимир, князь, австрийской службы генерал-фельдмаршал[4][2].
17. 9 мая 1762 — Гагарин, Сергей Васильевич, князь, генерал-поручик[1].
18. 9 мая 1762 — Измайлов, Михаил Львович, генерал-майор[1].
19. 9 мая 1762 — Гудович, Василий Андреевич, тайный советник и малороссийский генеральный подскарбий.
20. 9 июня 1762 — Ферстер, Иоганн Христиан, голштинский генерал-майор.
21. 9 июня 1762 — Салтыков, Иван Петрович, граф, генерал-майор[1][2].
22. 9 июня 1762 — Польман, Вильгельм-Рейнгольд Романович, камергер.
23. 9 июня 1762 — Ступишин, Пётр Алексеевич, генерал-майор.